# SMS Arcona (1885)
Pour les autres navires du même nom, voir SMS Arcona.
Le SMS Arcona est une corvette trois-mâts barque de classe Alexandrine (en) de la Kaiserliche Marine.

## Histoire
Le lancement se fait le 7 mai 1885 à la Kaiserliche Werft Danzig. Le vice-amiral Eduard von Jachmann le baptise Arcona. Son navire-jumeau est le SMS Alexandrine (de).
En 1892, il se rend en Amérique centrale et du Sud puis en 1893 en Afrique, où il forme une escadre de croiseurs avec le SMS Alexandrine et le SMS Leipzig. Cette escadre livre du matériel de guerre pour les troupes présentes dans le Sud-Ouest africain allemand. Durant l'été, l'Arcona retourne en Amérique du Sud pour faire respecter les intérêts économiques allemands.
En 1894, il va depuis le Pérou avec le SMS Alexandrine et le SMS Marie en Chine pour des missions pendant la guerre sino-japonaise.
En 1897, il participe avec le SMS Irene à la défense de la baie de Kiautschou en servant dans l'escadre d'Extrême-Orient avec les SMS Kaiser, SMS Prinzess Wilhelm et SMS Cormoran sous les ordres du contre-amiral Otto von Diederichs. 
En 1899, il revient en Allemagne, à Wilhelmshaven le 27 mai après sept ans de service continu.
Le 11 janvier 1902, le navire est rebaptisé Mercur après l'achèvement du croiseur léger SMS Arcona (1902). Il est retiré de la liste des navires du guerre le 22 juin 1905 puis désarmé en 1906.